# Memories of Middle Earth
Memories of Middle Earth es el sexto álbum de estudio del dúo folk texano Brobdingnagian Bards, creado como tributo a la novela El Señor de los Anillos, de J. R. R. Tolkien. Se compone mayoritariamente de pistas instrumentales (diez de las dieciséis), y todas las composiciones, de un estilo celta o folk, son originales. El álbum fue lanzado dos años después del gran éxito logrado por «los Bardos» con su canción «Tolkien (The Hobbit & Lord of the Rings)», incluida en su anterior álbum Songs of the Muse, y que se vuelve a incluir como primera pista de éste. Por la coincidencia temática, este álbum consiguió que los Brobdingnagian Bards actuaran en directo en 2004 para la fiesta de los Óscares ganados por El Señor de los Anillos: el retorno del Rey.

## Lista de canciones
Todas las canciones escritas y compuestas por Marc Gunn y Andrew McKee. 
| N.º   | Título                                                    | Duración |  |
| 1.    | «Tolkien (The Hobbit & Lord of the Rings)» (instrumental) | 3:23     |  |
| 2.    | «Moria» (instrumental)                                    | 3:04     |  |
| 3.    | «The Heart of Fangorn»                                    | 3:26     |  |
| 4.    | «Hobbit's Dance» (instrumental)                           | 2:38     |  |
| 5.    | «Lothlórien» (instrumental)                               | 3:01     |  |
| 6.    | «Like a Hobbit in a Mushroom Field» (instrumental)        | 3:24     |  |
| 7.    | «Weathertop»                                              | 5:48     |  |
| 8.    | «Fellowship of the Ring» (instrumental)                   | 6:04     |  |
| 9.    | «The Ring of Hope»                                        | 4:26     |  |
| 10.   | «Galadriel's Mirror» (instrumental)                       | 2:02     |  |
| 11.   | «Shadowfax» (instrumental)                                | 5:32     |  |
| 12.   | «Breaking of the Fellowship» (instrumental)               | 4:31     |  |
| 13.   | «Legolas»                                                 | 1:53     |  |
| 14.   | «The Grey & the White» (instrumental)                     | 2:06     |  |
| 15.   | «Now It's Time to Go (Bilbo's Farewell Song)»             | 1:33     |  |
| 16.   | «Psychopathic, Chronic, Schizophrenic Gollum Blues»       | 4:38     |  |
| 57:29 |                                                           |          |  |

## Intérpretes
- Marc Gunn: voz y autoarpa;
- Andrew McKee: flauta dulce y mandolina.[2]